# Megalops cyprinoides
El sábalo del Indo-Pacífico (Megalops cyprinoides), conocido también como arenque ojo de buey o simplemente arenque debido a su parecido superficial con los verdaderos arenques, de los cuales no forma parte, es la más pequeña de las dos especies de sábalos y habita en las aguas del Indo-Pacífico.

## Descripción
En apariencia, se asemeja al mucho más grande sábalo del Atlántico (M. atlanticus): de color verde oliva en la parte superior y plateado en los costados. Su gran boca está orientada hacia arriba, y la mandíbula inferior cuenta con una placa ósea alargada. El último radio de la aleta dorsal es considerablemente más largo que los demás, casi alcanzando la cola. Es capaz de llenar su vejiga natatoria con aire y absorber oxígeno de ella. Los ejemplares que viven en agua dulce tienden a ser más pequeños, alcanzando poco más de 50 cm (20 pulgadas), mientras que los que habitan en agua salada superan 1 metro (3,3 pies). Tienen una esperanza de vida de hasta 44 años y maduran en tan solo dos. Completan su metamorfosis desde la etapa larval en 10 días. 

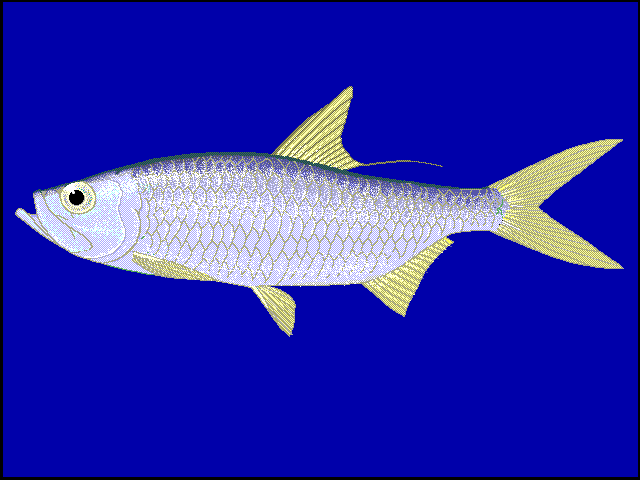

## Dieta y comportamiento
Son oportunistas en su alimentación, consumiendo principalmente peces más pequeños, crustáceos y, en raras ocasiones, plantas. En agua salada, su dieta se basa mayormente en camarones y arenques, aunque también incluyen otros peces pequeños. En agua dulce, no hay una diferencia significativa en sus hábitos alimenticios, ya que se alimentan principalmente de camarones de agua dulce y peces como el besugo 

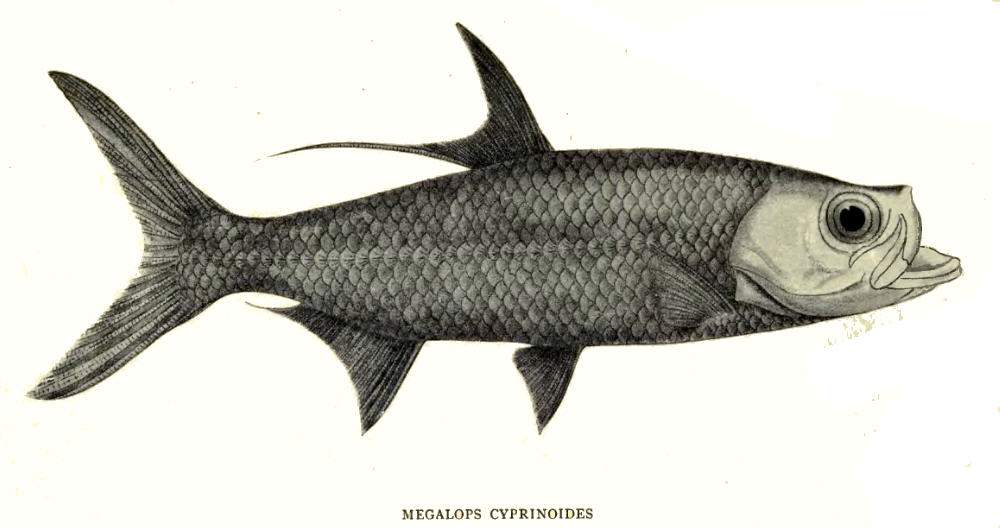

El sábalo del Indo-Pacífico migra entre el mar abierto y los ríos interiores. Como todos los Elopiformes, desova principalmente en alta mar. Los juveniles de esta especie permanecen cerca de la costa y migran hacia áreas costeras mientras maduran para reproducirse. Por lo general, desovan dos veces al año. En el mar, las larvas migran tierra adentro y son leptocéfalas (aplanadas, transparentes y con forma de anguila). A diferencia del barramundi, tienen la capacidad de reproducirse tanto en agua dulce como en agua salada. 

## Distribución

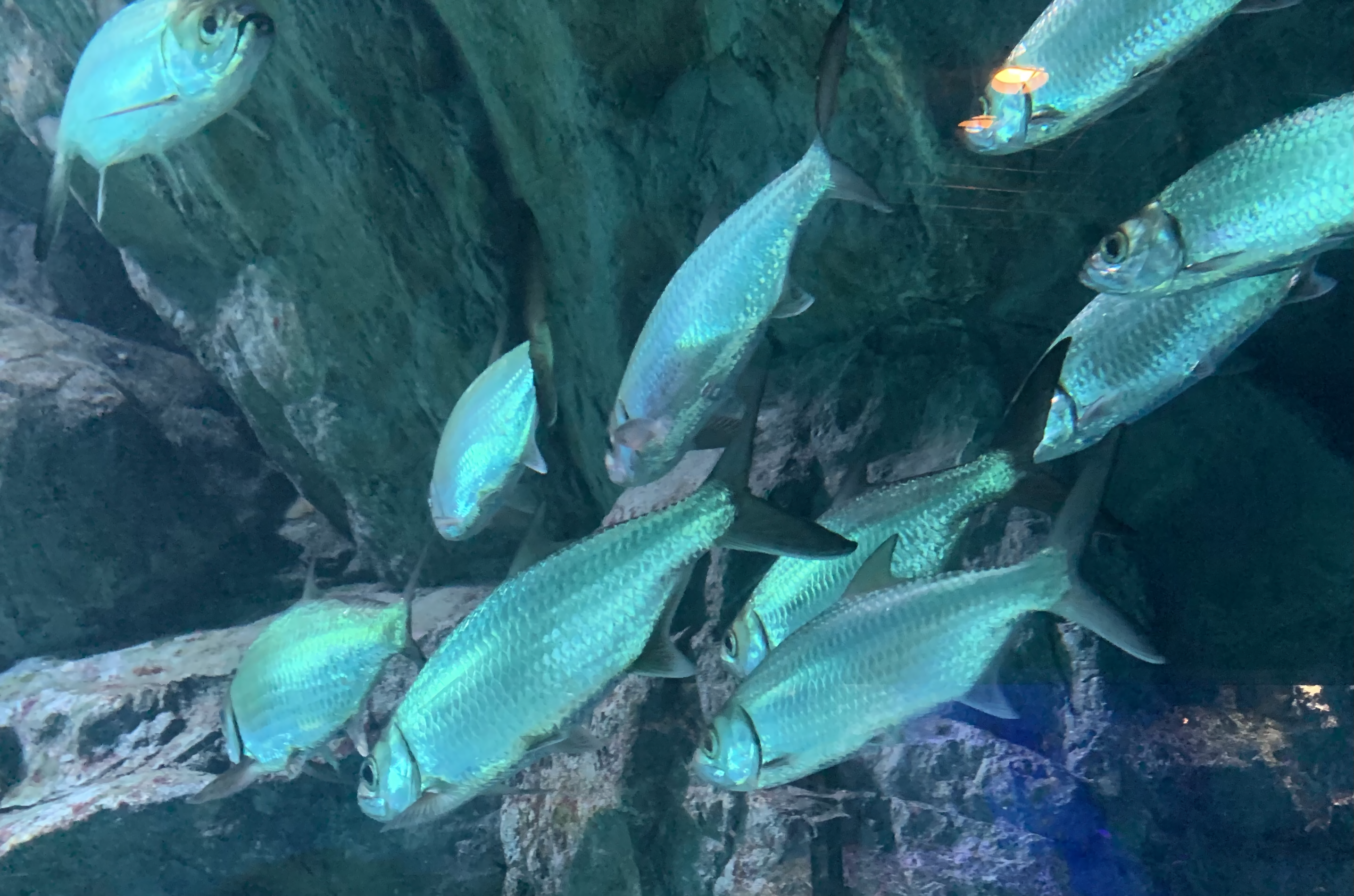
Cardumen de sábalos

El sábalo del Indo-Pacífico se encuentra desde las costas de África Oriental y la Península Arábiga hasta las aguas costeras del sur de Asia, el sudeste asiático, el sur de Japón, la Polinesia Francesa y el sur de Australia. Su hábitat típico incluye aguas costeras, estuarios y muchos kilómetros río arriba desde los estuarios, en ríos y lagos de agua dulce. Son anfídromos, lo que significa que migran entre el río y el mar, y viceversa. Este pez habita en muchas zonas tropicales de Australia, tanto en agua dulce como en las aguas del Océano Indo-Pacífico. Está ampliamente distribuido desde Australia, Japón, el sur y sudeste de Asia hasta el norte de África. Aunque faltan datos sobre su población, debido a la falta de registros comerciales y a las perturbaciones humanas desconocidas, se sabe que es extremadamente común en toda su área de distribución. Más de 300 especímenes se encuentran en museos.
Se encuentran a profundidades de hasta 50 m (160 pies), aunque comúnmente están cerca de la superficie en aguas poco profundas y costeras. Habitan arrecifes de coral, manglares, pantanos, ríos, lagos, embalses, llanuras de inundación y canales. En Papúa Nueva Guinea, se ha reportado que viven debajo de grandes mantos de Salvinia molesta. 

## Nombres locales
En Bengala, en el sur de Asia, se les conoce como pez koral (নানচিল কোরাল). En Indonesia, se les llama ikan bulan (pez luna). En Vietnam, se les denomina cá cháo lớn, que significa "pez grande de congee". En Odisha, India, su nombre local es Pani akhia.